# Língua gamilaraay
A língua Gamilaraay ou Kamilaroi é uma língua Pama–Nyungan que faz parte da família das línguas Wiradhuric. Já foi falada principalmente no sudeste da Austrália pelo povo Kamilaroi, estado hoje em vias de extinção conforme Ethnologue. Em 2006 eram cerca de 35 falantes que misturavam a língua com o inglês. Porém, há algumas centenas de pessoas descendentes mestiços dos Kamilaroi e mesmo populações imigrantes que se identificam como Kamilaroi. A língua é ainda ensinada em algumas escolas da Austrália.

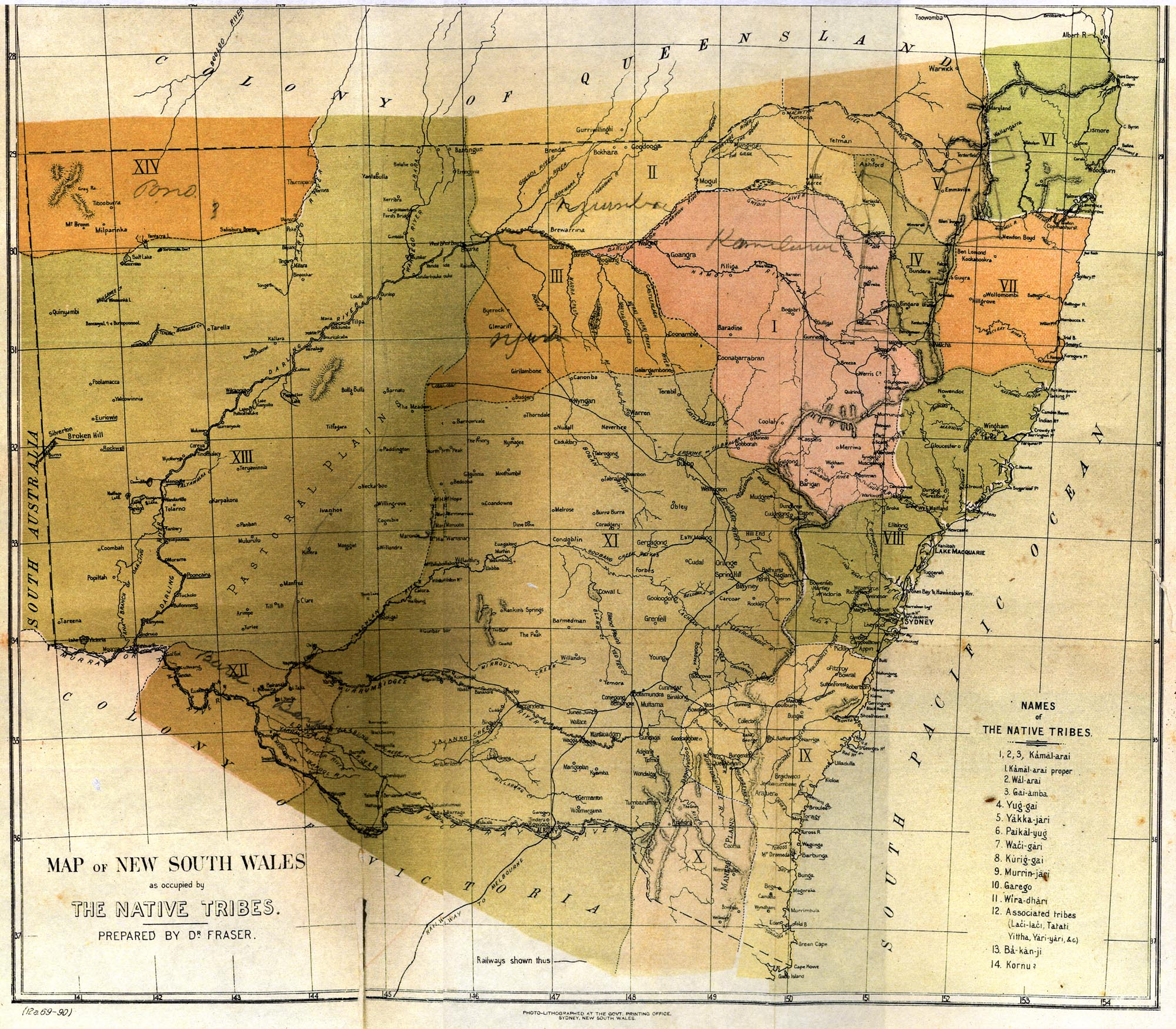
Mapa das tribos de Nova Gales do Sul (1892) – marcada Gamilaraay

## Nome
O nome Gamilaraay significa gamil-tendo, gamil sendo a palavra "não". Outros dialetos e línguas vizinhas são denominadas de forma similar conforme suas respectivas palavras para "no". (como a separação entre Langue d'oïl e Langue d'Oc na França, distinto pelas respectivas palavras para "sim".) "yaama" significa "alô".
A ortografia do nome, cuja pronúncia é IPA ɡ̊aˌmilaˈɻaːj (listen) , pode ter várias formas:
- Camilaroi
- Kamalarai
- Kamilaroi
- Gamilaraay
- Gamilaroi

### Dialetos
- Yuwaalaraay
- Yuwaaliyaay (Euahlayi)
- Gunjbaraay
- Gawambaraay
- Wirray Wirray (Wiriwiri), ou Wiriyarray ou Wirraayarray.[2]
- Walaraay

## História
Guias aborígenes levaram pesquisador John Howe subindo o rio Hunter River até o que é hoje Singleton em 1819. Eles lhe disseram que aquele local era "Coomery Roy [=Gamilaraay] e depois uma great way", caminho para o noroeste, atravessando as montanhas Liverpool (Cf. O'Rourke 1997: 29) . esse pode ter sido o primeiro registro do nome.
Em fevereiro de 1832, o Major Thomas Mitchell registrou a primeira escrita na língua. O missionário William Ridley, da Igreja Presbiteriana  estudou a língua entre 1852 e 1856.

## Escrita
A língua Gamalarray usa uma forma bem simplificada do alfabeto latino ensinado por missionários.
São somente 3 as vogais: A, I, U nas formas simples e dupla (longa). As consoantes são somente B, D, G, L, M, N, R simples e duplo, W e Y. Usam-se também as formas Dh, Dy, Nh, Ng, Ny.

## Fonologia

### Vogais
|         | Anterior       | Posterior      |
| ------- | -------------- | -------------- |
| Fechada | i [i], ii [iː] | u [u], uu [uː] |
| Aberta  | a [a], aa [aː] | a [a], aa [aː] |

/wa/ é percebida como [wo].

### Consoantes
|                | Periférica | Periférica | Laminal | Laminal | Apical   | Apical       |
|                | Bilabial   | Velar      | Palatal | Dental  | Alveolar | Postalveolar |
| -------------- | ---------- | ---------- | ------- | ------- | -------- | ------------ |
| Oclusiva       | b          | ɡ          | dy [ɟ]  | dh [d̪]  | d        |              |
| Nasal oclusiva | m          | ng [ŋ]     | ny [ɲ]  | nh [n̪]  | n        |              |
| Lateral        |            |            |         |         | l        |              |
| Rótica         |            |            |         |         | rr [r]   | r [ɻ]        |
| Semivogal      | w          | w          | y [j]   |         |          |              |

No início /wu/ e /ji/ podem se simplificar para [u] e [i].

### Tonicidade
Todas vogais longas numa palavra têm a mesma tonicidade. Caso não haja vogais longas, a primeira sílaba é a tônica.
A tonicidade secundária vai para nas vogais curtas que se situem duas sílabas à esquerda ou à direita da principal sílaba tônica.

## Palavras Gamilaraay em Inglês
Muitas palavras oriundas do Gamilaraay entraram para o inglês falado na Austrália:
| Substantivos comuns             | Substantivos comuns | Substantivos comuns                         |
| Forma anglicizada               | Gamilaraay          | Significado                                 |
| ------------------------------- | ------------------- | ------------------------------------------- |
| bindi-eye, bindii,              | bindayaa            | plantas local de caule único                |
| brolga                          | burralga            | espécie de Ave, Grus rubicunda.             |
| posivelmente budgerigar         | gidjirrigaa         | espécie de AveAve, Melopsittacus undulatus. |
| galah                           | gilaa               | espécie de AveAve, Eolophus roseicapilla    |
| Nomes próprios                  |                     |                                             |
| Forma anglicizada               | Gamilaraay          | Significado                                 |
| Kamilaroi                       | gamilaraay          | Povo ou língua Gamilaraay.                  |
| Nomes de locais                 |                     |                                             |
| Forma anglicizada               | Gamilaraay          | Significado                                 |
| Boggabri, Nova Gales do Sul     | bagaaybaraay        | tendo córregos                              |
| Boggabilla, Nova Gales do Sul   | bagaaybila          | tendo muitos córregos                       |
| Collarenebri, Nova Gales do Sul | galariinbaraay      | Tendo florações de acácia                   |

## Amostra de texto
Bigibila wiyayl - Bigibila yanaawaanhi, biyaduul. Bulaarr badjin mindjarru yanaawaanhi. (Giirr yilaalu nhama mindjarru, bigibila dhayn gigilanhi.) Milandu mindjarrugu gayawiy barrandu nhama, dhinawan nhama. Giirr bundaanhi nhama dhinawan. Bamba ngaama bundaanhi. Bigibilagubala winangay, guwaay, "Aa, minya ngaama bundaanhi? Bamba nhama bundaanhi?"
Português
A pena (p/ escrever) do porco-espinho - Um porco-espinho estava andando sozinho. Dois pequenos “weebills” (espécie de ave pequena - Troglodytidae ) estavam andando . (Há muito tempo os weebills e os porcos-espinhos eram pessoas). Um weebill jogou um bumerangue em um meu. O emu caiu. Ele caiu com um estrondo. O porco-espinho ouviu e disse: " Ah, o ue caiu lá". Ele caiu com um estrondo